# Sportverein Meppen 1912 2012-2013
Questa voce raccoglie le informazioni riguardanti lo Sportverein Meppen 1912 nelle competizioni ufficiali della stagione 2012-2013.

## Stagione
Nella stagione 2012-2013 il Meppen, allenato da Heiko Flottmann, concluse il campionato di Regionalliga nord all'11º posto.

## Rosa
| N. |                        | Ruolo | Calciatore            |
| -- | ---------------------- | ----- | --------------------- |
| 1  | Germania (bandiera)    | P     | Benjamin Gommert      |
| 2  | Germania (bandiera)    | D     | Patrick Schnettberg   |
| 4  | Germania (bandiera)    | D     | Robin Twyrdy          |
| 5  | Germania (bandiera)    | D     | Jan-Christian Meier   |
| 6  | Germania (bandiera)    | D     | Rainer Müller         |
| 7  | Germania (bandiera)    | C     | Stefan Raming-Freesen |
| 8  | Germania (bandiera)    | C     | Sven Hartwig          |
| 9  | Germania (bandiera)    | A     | Michael Holt          |
| 11 | Germania (bandiera)    | A     | Eric Bruns            |
| 12 | Germania (bandiera)    | C     | Jan Meyer             |
| 13 | Germania (bandiera)    | D     | Sergej Schmik         |
| 14 | Paesi Bassi (bandiera) | C     | Johan Wigger          |

| N. |                        | Ruolo | Calciatore            |
| -- | ---------------------- | ----- | --------------------- |
| 15 | Germania (bandiera)    | C     | Jens Helming          |
| 16 | Germania (bandiera)    | C     | Sascha Wald           |
| 18 | Germania (bandiera)    | D     | Sebastian Schepers    |
| 19 | Germania (bandiera)    | A     | Marcel Hoppe          |
| 20 | Paesi Bassi (bandiera) | A     | René Wessels          |
| 21 | Germania (bandiera)    | C     | Jens Robben           |
| 23 | Germania (bandiera)    | C     | Hedon Selishta        |
| 26 | Germania (bandiera)    | A     | Andreas Gerdes-Wurpts |
| 28 | Germania (bandiera)    | D     | Daniel Olthoff        |
| 29 | Germania (bandiera)    | D     | Willi Schmidt         |
| 30 | Germania (bandiera)    | P     | Florian Hillebrand    |
| 31 | Germania (bandiera)    | A     | Timo Scherping        |

## Organigramma societario
Area tecnica
- Allenatore:
- Allenatore in seconda: Damir Bujan, Guido Kalle
- Preparatore dei portieri: Stefan Wessels
- Preparatori atletici:
- Analisi video:

## Calciomercato

### Sessione estiva
| Acquisti | Acquisti     | Acquisti            | Acquisti |
| R.       | Nome         | da                  | Modalità |
| -------- | ------------ | ------------------- | -------- |
| D        | Robin Twyrdy | Osnabrück           |          |
| C        | Sascha Wald  | SV Holthausen/Biene |          |

| Cessioni | Cessioni          | Cessioni         | Cessioni |
| R.       | Nome              | a                | Modalità |
| -------- | ----------------- | ---------------- | -------- |
| C        | Bertino Nacar     | SuS Neuenkirchen |          |
| D        | Christoph Klippel | Siegen           |          |

### Sessione invernale
| Acquisti | Acquisti      | Acquisti         | Acquisti |
| R.       | Nome          | da               | Modalità |
| -------- | ------------- | ---------------- | -------- |
| D        | Sergej Schmik | SV Wilhelmshaven |          |

| Cessioni | Cessioni | Cessioni | Cessioni |
| R.       | Nome     | a        | Modalità |
| -------- | -------- | -------- | -------- |

## Risultati

### Regionalliga

#### Girone di andata
| Arbitro: | Riehl |

|                                   |           |                        |
| Holt 36’ Scherping 38’ Wigger 81’ | Marcatori | 25’ (rig.) Patschinski |

| Arbitro: | Dittrich |

|                                               |           |             |
| Wulff 12’ Twyrdy 45’ (aut.) Walter 59’ (rig.) | Marcatori | 81’ Helming |

| Arbitro: | Ehlers |

|                           |           |                                 |
| Löhden 4’ (aut.) Holt 28’ | Marcatori | 13’, 22’, 40’ Kadah 88’ Behrens |

| Arbitro: | Hussein |

|            |           |                   |
| Hintzke 4’ | Marcatori | 67’ Gerdes-Wurpts |

| Meppen 2 settembre 2012, ore 15:00 CEST 5ª giornata | Meppen   | 0 – 0 referto | Neumünster | MEP-Arena (1 521 spett.)\| Arbitro: \| Skorczyk \| |
| Arbitro:                                            | Skorczyk |               |            |                                                    |

| Arbitro: | Dornieden |

|                             |           |  |
| Löpke 75’ Krohne 90’ (rig.) | Marcatori |  |

| Arbitro: | Heft |

|         |           |                   |
| Holt 9’ | Marcatori | 64’, 84’ Lüttmann |

| Arbitro: | Schröder |

|                      |           |             |
| Kremer 24’ Fossi 28’ | Marcatori | 57’ Wessels |

| Arbitro: | Müller |

|  |           |                                        |
|  | Marcatori | 14’ Heyken 50’, 67’, 76’, 87’ Kosenkow |

| Arbitro: | Hussein |

|  |           |                                                          |
|  | Marcatori | 4’ Gerdes-Wurpts 28’ Holt 35’ (aut.) Büchler 67’ Wessels |

| Arbitro: | Wijnen |

|                       |           |  |
| Holt 47’ Selishta 90’ | Marcatori |  |

| Arbitro: | Listner |

|                             |           |          |
| Boskovic 16’, 25’ Erkic 31’ | Marcatori | 11’ Holt |

| Arbitro: | Paltchikov |

|                                           |           |            |
| Wessels 9’ Gerdes-Wurpts 12’ Schepers 70’ | Marcatori | 65’ Eilers |

| Arbitro: | Eichhorst |

|                                                             |           |          |
| Heider 18’ von Walsleben-Schied 24’ Kazior 44’ Johansen 51’ | Marcatori | 8’ Meyer |

| Arbitro: | Krohn |

|                             |           |                 |
| Wegner 7’ Schoppenhauer 55’ | Marcatori | 78’ (rig.) Holt |

| Arbitro: | Lüddecke |

|                    |           |                   |
| Scherping 86’, 89’ | Marcatori | 20’ (aut.) Robben |

| Arbitro: | Wenzel |

|                   |           |                        |
| Kelbel 53’ (rig.) | Marcatori | 60’, 74’ Gerdes-Wurpts |

#### Girone di ritorno
| Arbitro: | Helwig |

|                      |           |            |
| Khalil 32’ Bussu 87’ | Marcatori | 49’ Wigger |

| Meppen 1º aprile 2013, ore 14:00 CEST 19ª giornata | Meppen   | 0 – 0 referto | Weiche Flensburgo | MEP-Arena (980 spett.)\| Arbitro: \| Lüddecke \| |
| Arbitro:                                           | Lüddecke |               |                   |                                                  |

| Arbitro: | Paltchikov |

|           |           |                                            |
| Fuchs 78’ | Marcatori | 3’ Wessels 19’, 50’ Gerdes-Wurpts 65’ Holt |

| Arbitro: | Eichhorst |

|  |           |                                        |
|  | Marcatori | 8’ Vucinovic 12’ Beismann 60’ Hansmann |

| Arbitro: | Wenzel |

|            |           |                                     |
| Schulz 21’ | Marcatori | 9’, 13’ Gerdes-Wurpts 31’ Scherping |

| Arbitro: | Lüddecke |

|                                          |           |  |
| Scherping 39’ Holt 44’ Gerdes-Wurpts 81’ | Marcatori |  |

| Arbitro: | Schröder |

|            |           |             |
| Pröger 35’ | Marcatori | 75’ Hartwig |

| Arbitro: | Bokop |

|                    |           |            |
| Scherping 76’, 88’ | Marcatori | 19’ Kremer |

| Arbitro: | Riedel |

|                            |           |                      |
| Neumann 27’ Winkelmann 71’ | Marcatori | 83’, 85’ (rig.) Holt |

| Arbitro: | Senning |

|                  |           |                  |
| Gerdes-Wurpts 3’ | Marcatori | 35’ Gyau 77’ Thy |

| 7 aprile 2013, ore CEST 28ª giornata | Lubecca | – annullata | Meppen |  |

| Meppen 13 aprile 2013, ore 15:00 CEST 29ª giornata | Meppen  | 0 – 0 referto | Wolfsburg II | MEP-Arena (836 spett.)\| Arbitro: \| Senning \| |
| Arbitro:                                           | Senning |               |              |                                                 |

| Arbitro: | Ehlers |

|             |           |             |
| Behrens 12’ | Marcatori | 89’ Hartwig |

| Arbitro: | Dittrich |

|  |           |                                                 |
|  | Marcatori | 28’ (rig.), 64’ Sykora 74’ von Walsleben-Schied |

| Arbitro: | Neitzel-Petersen |

|               |           |                                          |
| Scherping 31’ | Marcatori | 72’ Grashoff 88’ (rig.) Wegner 89’ Wurtz |

| Arbitro: | Lüddecke |

|                       |           |                        |
| Laabs 60’ Artmann 67’ | Marcatori | 30’ Holt 81’ Scherping |

| Arbitro: | Jablonski |

|            |           |  |
| Robben 68’ | Marcatori |  |

## Statistiche

### Statistiche di squadra
| Competizione      | Punti | In casa | In casa | In casa | In casa | In casa | In casa | In trasferta | In trasferta | In trasferta | In trasferta | In trasferta | In trasferta | Totale | Totale | Totale | Totale | Totale | Totale | DR  |
| Competizione      | Punti | G       | V       | N       | P       | Gf      | Gs      | G            | V            | N            | P            | Gf           | Gs           | G      | V      | N      | P      | Gf     | Gs     | DR  |
| ----------------- | ----- | ------- | ------- | ------- | ------- | ------- | ------- | ------------ | ------------ | ------------ | ------------ | ------------ | ------------ | ------ | ------ | ------ | ------ | ------ | ------ | --- |
| Regionalliga nord | 34    | 15      | 5       | 3       | 7       | 17      | 25      | 15           | 4            | 4            | 7            | 24           | 26           | 30     | 9      | 7      | 14     | 41     | 51     | -10 |
| Totale            | 34    | 15      | 5       | 3       | 7       | 17      | 25      | 15           | 4            | 4            | 7            | 24           | 26           | 30     | 9      | 7      | 14     | 41     | 51     | -10 |

### Andamento in campionato
| Giornata  | 1 | 2 | 3 | 4 | 5 | 6  | 7  | 8  | 9  | 10 | 11 | 12 | 13 | 14 | 15 | 16 | 17 | 18 | 19 | 20 | 21 | 22 | 23 | 24 | 25 | 26 | 27 | 28 | 29 | 30 | 31 | 32 | 33 | 34 |
| --------- | - | - | - | - | - | -- | -- | -- | -- | -- | -- | -- | -- | -- | -- | -- | -- | -- | -- | -- | -- | -- | -- | -- | -- | -- | -- | -- | -- | -- | -- | -- | -- | -- |
| Luogo     | C | T | C | T | C | T  | C  | T  | C  | T  | C  | T  | C  | T  | T  | C  | T  | T  | C  | T  | C  | T  | C  | T  | C  | T  | C  | T  | C  | T  | C  | C  | T  | C  |
| Risultato | V | P | P | N | N | P  | P  | P  | P  | V  |    | P  | V  | P  | P  |    | V  | P  | N  | V  | P  | V  | V  | N  | V  | N  | P  |    | N  | N  | P  | P  |    | V  |
| Posizione | 2 | 7 | 9 | 8 | 8 | 11 | 12 | 13 | 16 | 12 | 14 | 14 | 12 | 13 | 14 | 15 | 12 | 14 | 13 | 13 | 13 | 10 | 9  | 9  | 7  | 6  | 8  | 9  | 9  | 9  | 12 | 12 | 12 | 11 |

Legenda:

Luogo: C = Casa; T = Trasferta. Risultato: V = Vittoria; N = Pareggio; P = Sconfitta.

### Statistiche dei giocatori
| E. Bruns          | 0  | 0  | 0 | 0 |
| A. Gerdes-Wurpts  | 31 | 11 | 9 | 1 |
| B. Gommert        | 26 | 0  | 1 | 0 |
| S. Hartwig        | 25 | 2  | 1 | 1 |
| J. Helming        | 3  | 1  | 1 | 0 |
| F. Hillebrand     | 8  | 0  | 1 | 0 |
| M. Holt           | 31 | 12 | 3 | 0 |
| M. Hoppe          | 0  | 0  | 0 | 0 |
| J. Meier          | 31 | 0  | 5 | 1 |
| J. Meyer          | 23 | 1  | 2 | 0 |
| R. Müller         | 19 | 0  | 2 | 0 |
| D. Olthoff        | 8  | 0  | 0 | 0 |
| S. Raming-Freesen | 12 | 0  | 2 | 0 |
| J. Robben         | 27 | 1  | 7 | 1 |
| S. Schepers       | 32 | 1  | 6 | 0 |
| T. Scherping      | 31 | 9  | 2 | 0 |
| W. Schmidt        | 0  | 0  | 0 | 0 |
| S. Schmik         | 15 | 0  | 2 | 0 |
| P. Schnettberg    | 24 | 0  | 5 | 1 |
| H. Selishta       | 11 | 1  | 1 | 0 |
| R. Twyrdy         | 14 | 0  | 1 | 0 |
| S. Wald           | 16 | 0  | 0 | 0 |
| R. Wessels        | 31 | 4  | 5 | 0 |
| J. Wigger         | 29 | 2  | 9 | 0 |